# Centralna Rada Żydowskich Klasowych Związków Zawodowych w Polsce
Centralna Rada Żydowskich Klasowych Związków Zawodowych w Polsce – żydowska centrala związkowa, działająca w II Rzeczpospolitej w latach 1935–1939. Organizacja zbliżona była do partii Poalej Syjon.
Grupowała 12 związków zawodowych. W 1938 roku liczyła 7 tysięcy członków.